# Bozrah, Connecticut
Bozrah är en kommun (town) i New London County i delstaten Connecticut i USA. Vid folkräkningen år 2000 bodde 2 357 personer på orten. Den har enligt United States Census Bureau en area på totalt 52,3 km², varav 0,7 km² är vatten. 